# Gaulis
Gaulis ist ein Ortsteil der Stadt Böhlen im Landkreis Leipzig im Süden der Leipziger Tieflandsbucht.

## Lage und Ortstypik

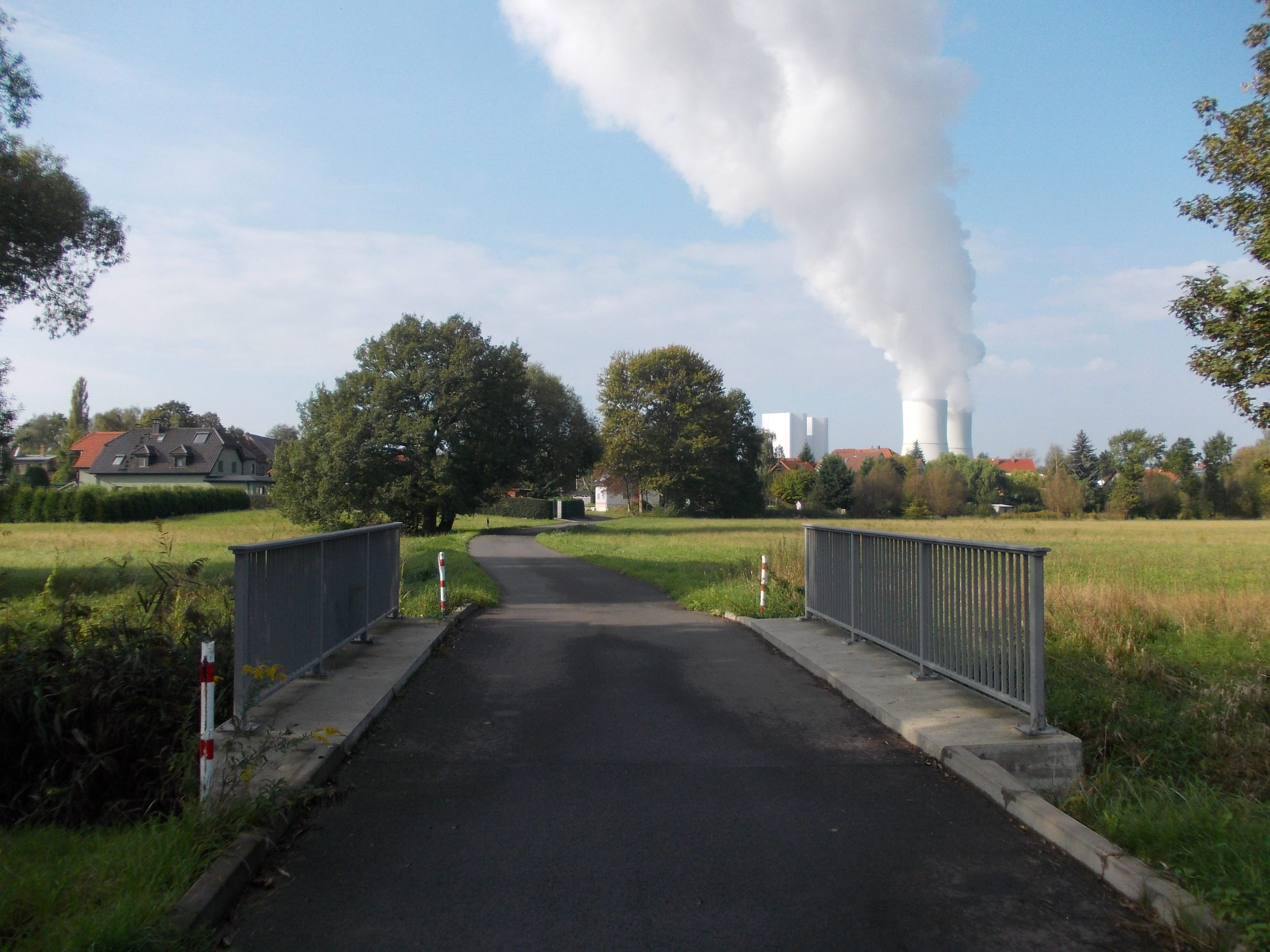
Gaulis von Osten mit dem Kraftwerk Lippendorf (2014)

Gaulis auf einer Karte von 1908,
noch ohne Stausee Rötha

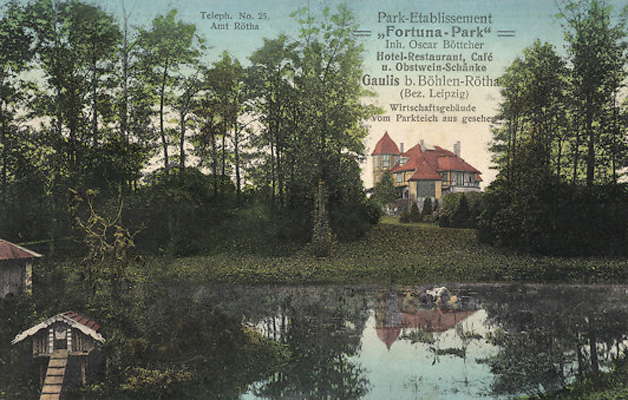
Der ehemalige Fortunapark zwischen Gaulis und Böhlen

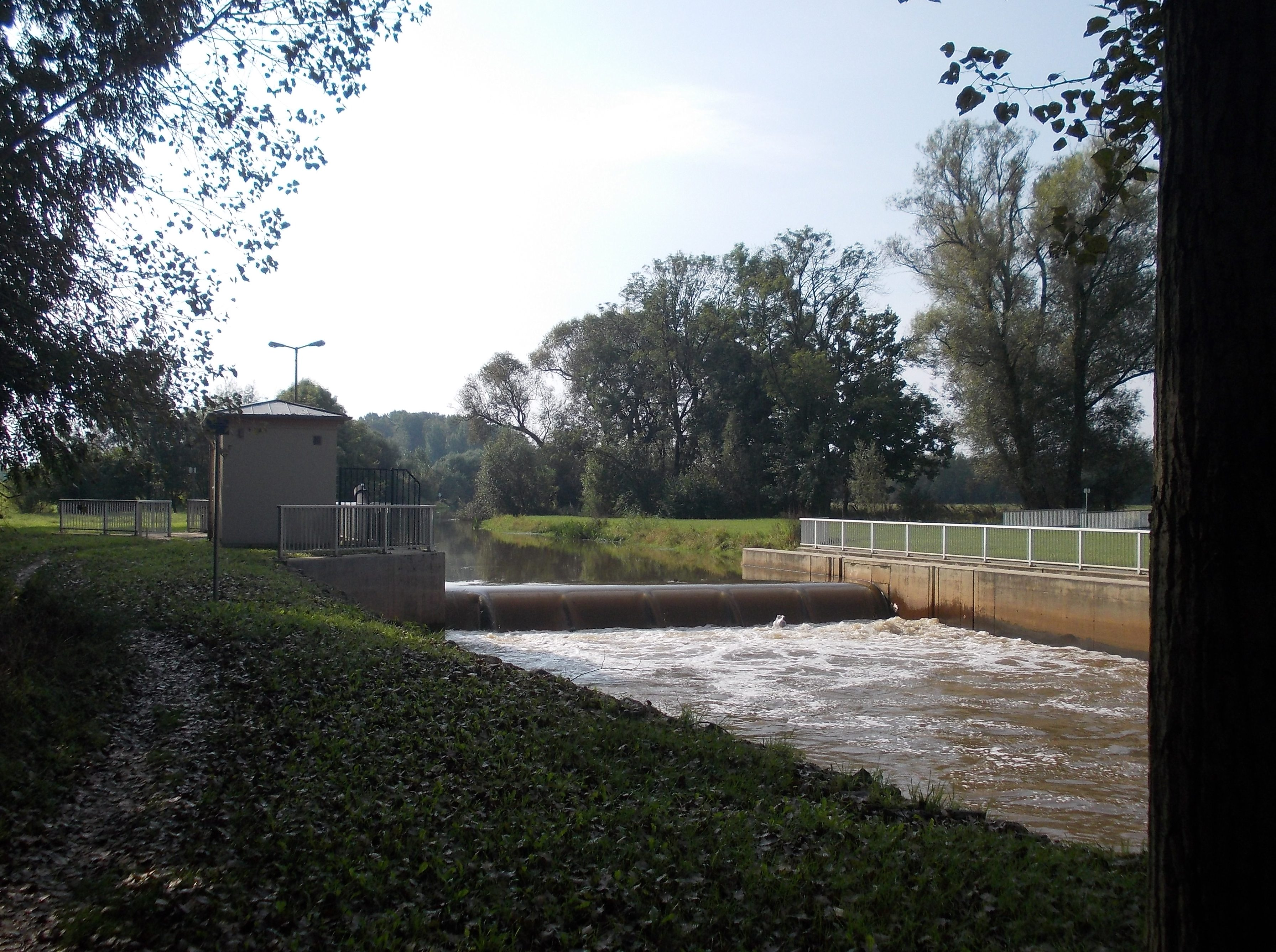
Pleißewehr bei Gaulis, Abzweig der Kleinen Pleiße (2014)

Gaulis liegt am westlichen Rand der Pleißenaue etwa  1,7 Kilometer südsüdöstlich des Zentrums von Böhlen. Der Abstand zum Stausee Rötha beträgt etwa 600 Meter.
Gaulis benachbart sind von Norden beginnend im Uhrzeigersinn der Hauptort Böhlen, Rötha, der Stausee Rötha, der Kahnsdorfer See, Kahnsdorf, Pürsten, Neukieritzsch, Kieritzsch, Lippendorf und das Industriegebiet Böhlen-Lippendorf. Wegen der tagebaubedingten Umgestaltung südlich von Gaulis besteht eine Straßenverbindung nur nach Böhlen.
Aus einem Bauerndorf hervorgegangen, hat es bis heute seinen dörflichen Charakter bewahrt. Seit den 1990er Jahren ist es unter anderem wegen der Nähe zum Röthaer Stausee und dem Kahnsdorfer See eine bevorzugte Wohnlage von Böhlen. Es entstanden zahlreiche neue Häuser.

## Geschichte
Gaulis wurde als Jaules 1303 zum ersten Mal erwähnt. Es ist als sorbische Gründung anzusehen und bestand aus zwei dicht beieinander liegenden Rundweilern. Etwas abseits in Pleißennähe lag die Mühle. 1551 wurden in Gaulis 28 Höfe gezählt. Grundherrschaftlich unterstand es zu dieser Zeit dem Rittergut Königsfeld bei Rochlitz. Das änderte sich später, 1764 gehörte es zum Rittergut Rötha. Durch die erste sächsische Verfassung von 1831 und Sächsische Landgemeindeordnung von 1838 wurde Gaulis eine selbstverwaltete Gemeinde ohne grundherrschaftliche Abhängigkeit. Der Ort lag bis 1856 im kursächsischen bzw. königlich-sächsischen Kreisamt Leipzig. Ab 1856 gehörte der Ort zum Gerichtsamt Rötha und ab 1875 zur Amtshauptmannschaft Borna. Gaulis hatte nie eine Schule oder eine Kirche. Seit dem Mittelalter war es in das südöstlich benachbarte Trachenau eingepfarrt, wohin auch die Kinder zur Schule gingen.

Um 1900 erwarb der Leipziger Stadtrat und Bankier Heinrich Dodel nördlich von Gaulis umfangreichen Grundbesitz, um eine Villensiedlung für zahlungskräftige Leipziger zu bauen. Begonnen wurde mit einem romantischen Park mit exotischen Bäumen und Pflanzen als Zentrum sowie einem villenartigen Restaurationsgebäude. Fortunapark und -villa, wie die Anlage hieß, waren aber alles, was von dem Vorhaben realisiert werden konnte. Später verfiel die Villa und musste abgetragen werden, der Park verkam.
Anfang der 1920er-Jahre hatte die Aktiengesellschaft Sächsische Werke den Tagebau Böhlen für die Gewinnung von Braunkohle aufgeschlossen, deren Verarbeitung ab 1925 in einer Brikettfabrik und einem Kraftwerk etwa einen Kilometer westlich von Gaulis erfolgte. Ab den 1940er Jahren kam noch die karbochemische Industrie hinzu, die in der DDR-Zeit noch wesentlich erweitert wurde. In Verbindung mit der Umweltpolitik der DDR führte das dazu, dass Gaulis zu einem der am meisten umweltbelasteten Orte im Leipziger Land wurde. Das änderte sich grundlegend mit der Einführung umweltfreundlicher Techniken in den 1990er Jahren. Das alte Kraftwerk Lippendorf wurde 2000 durch ein modernes neues ersetzt.
1935 wurde Gaulis in das benachbarte größere Trachenau eingemeindet. Als dieses Anfang der 1960er Jahre dem Tagebau Witznitz II weichen musste, kam Gaulis mit der devastierten Flur von Trachenau und Treppendorf am 1. Juli 1964 zu Böhlen. Zur Zeit der Deutschen Wiedervereinigung 1989/90 war Gaulis selbst von der geplanten Aussiedlung und Devastierung durch den Tagebau Witznitz II betroffen. Bis 2015 sollten im Abbaufeld Gaulis rund 50 Millionen Tonnen Kohle gefördert werden.
Die mit der Deutschen Wiedervereinigung einhergehende wirtschaftspolitische Veränderung führte jedoch zu einem drastischen Rückgang des Braunkohlebedarfs, wodurch der Tagebau trotz vorhandener Lagerstätten bis 1993 vorzeitig stillgelegt wurde. Somit blieb Gaulis von der Umsiedlung und Abbaggerung verschont, lediglich zehn Einwohner waren bereits 1989 von der Umsiedlung betroffen. Südlich des Orts ist die Halde Gaulis ein Zeuge des Braunkohleabbaus in der Nähe des Orts.

## Historische Gebäude und Sehenswürdigkeiten

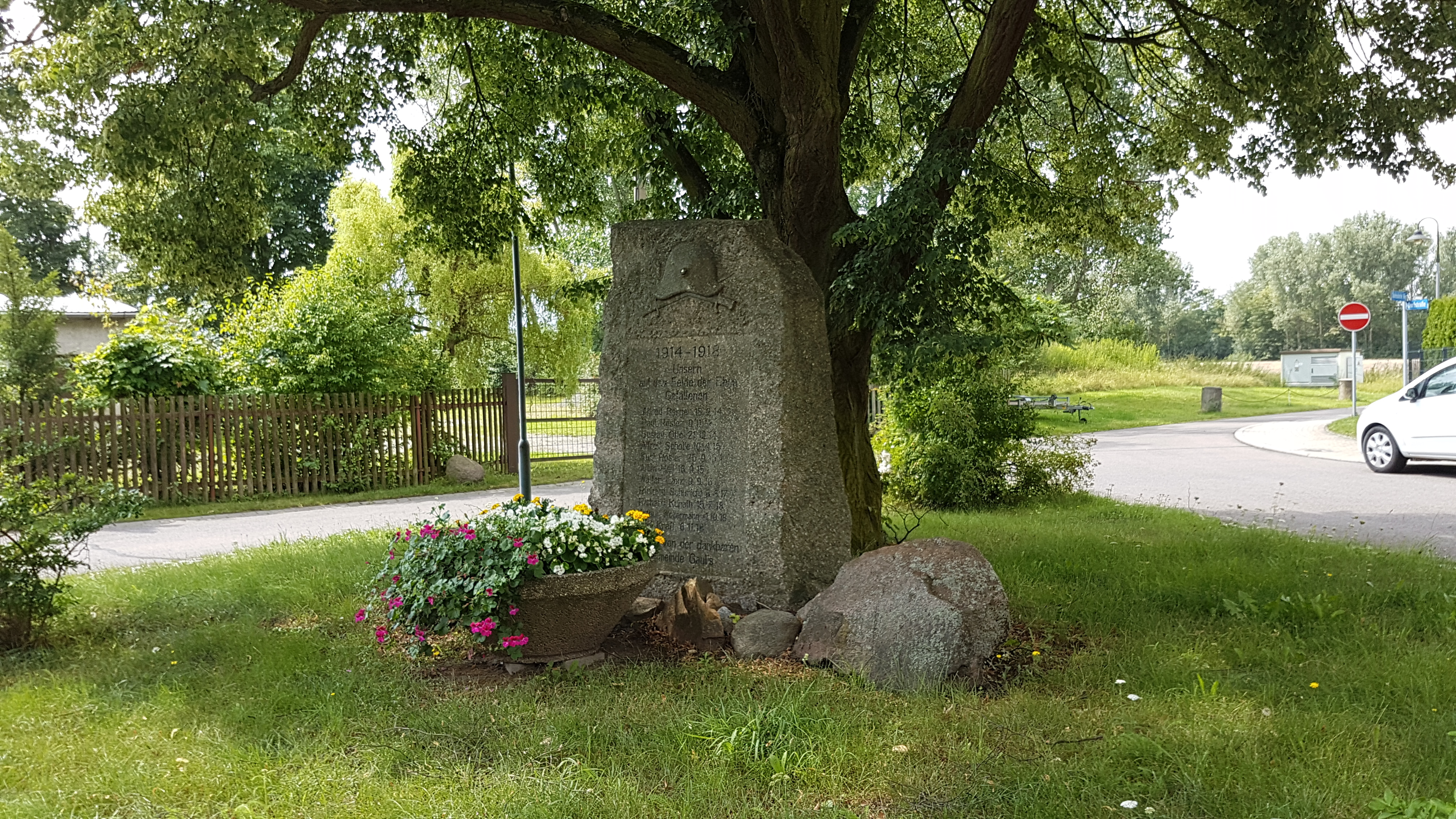
Gefallenendenkmal (2017)

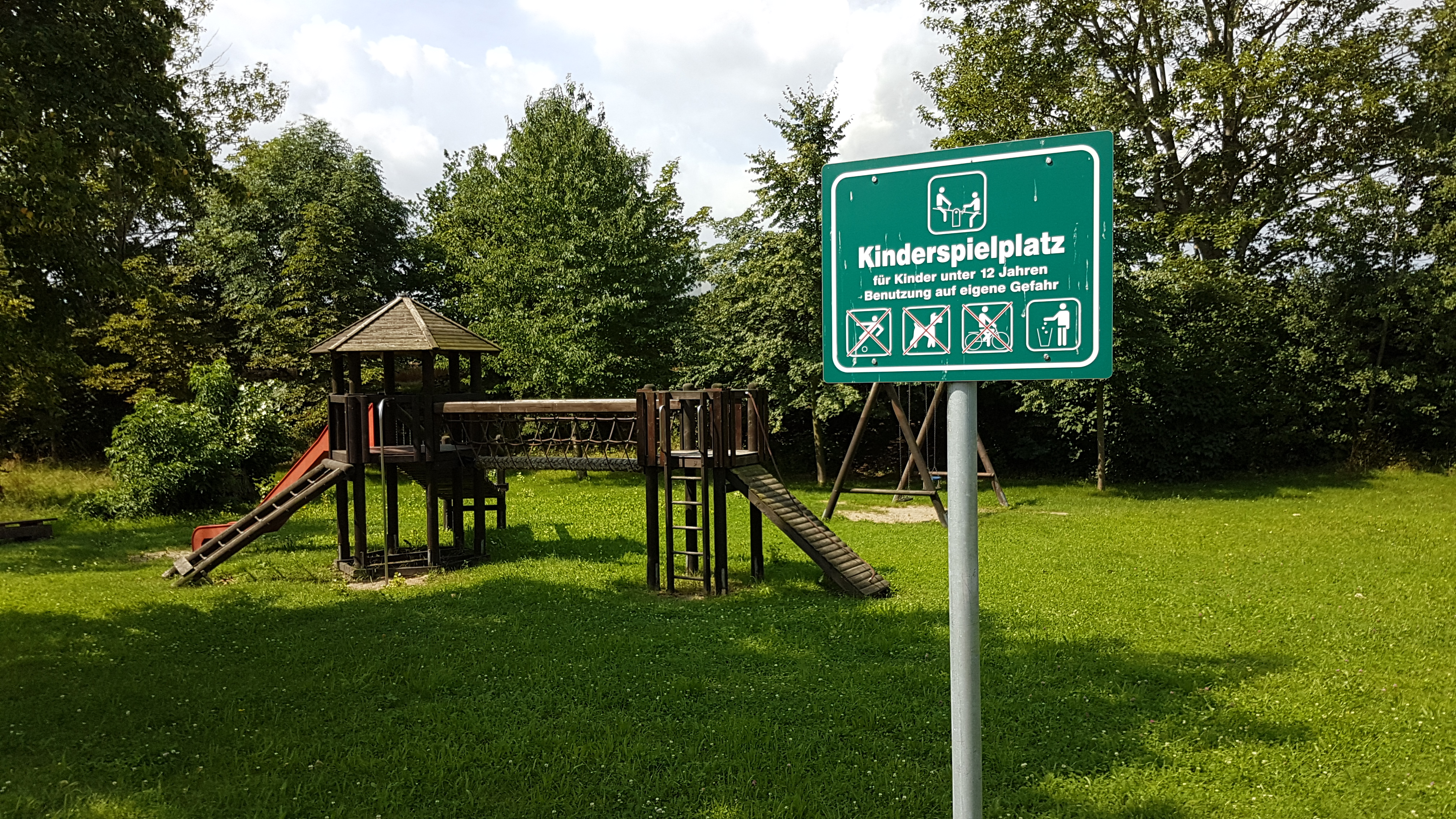
Kinderspielplatz am Spahnsdorfer Weg (2017)

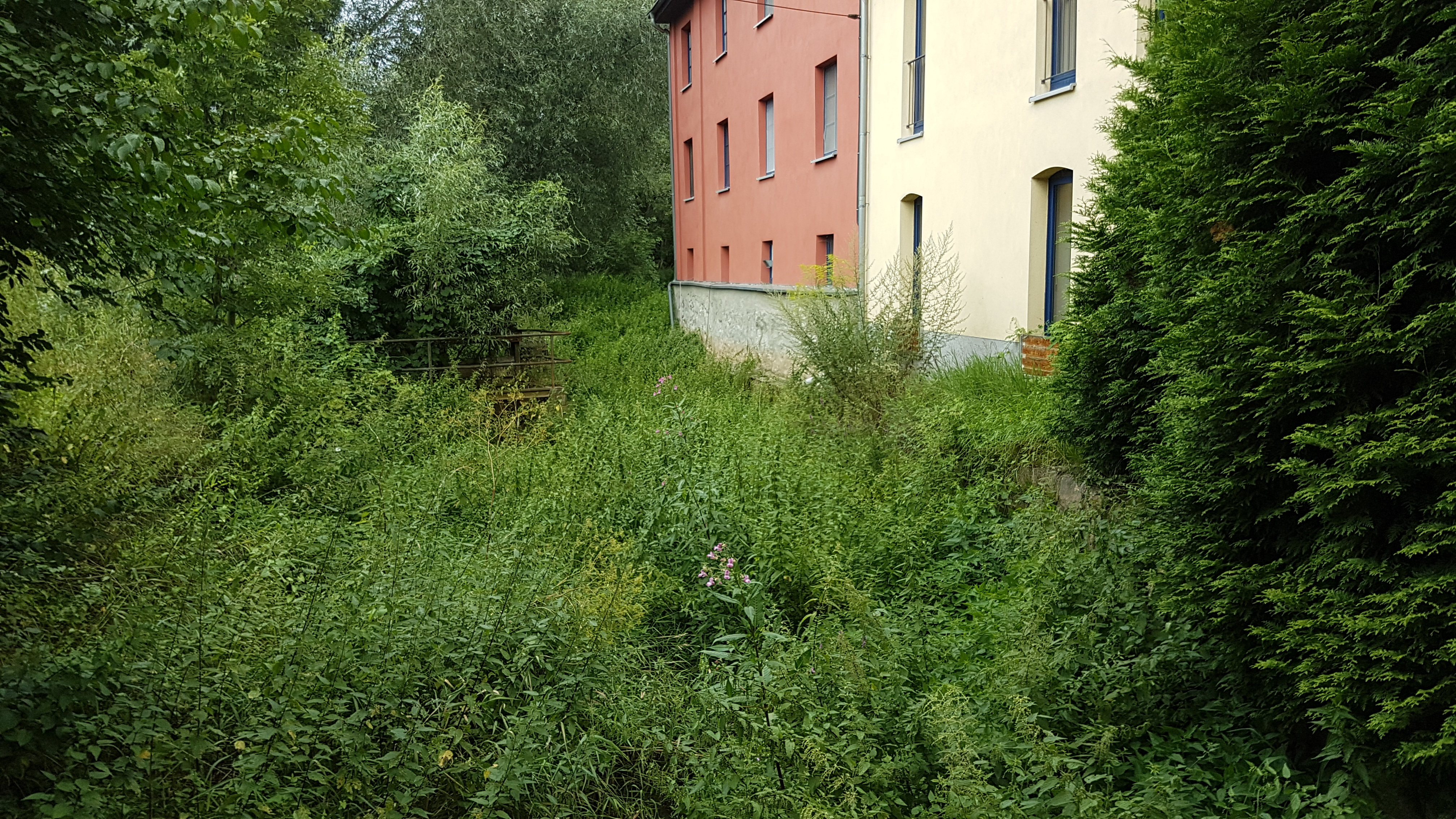
Überreste der ehemaligen Wassermühle (2017)

In der Dorfmitte steht ein Denkmal für die Kriegsgefallenen der Jahre 1914 bis 1918. Weiter westlich am Spahnsdorfer Weg befindet sich ein gut instand gehaltener Spielplatz. Im Osten von Gaulis ist nur noch mit viel Fantasie vorstellbar, wie es dort einmal mit der noch intakten Wassermühle ausgesehen hat.